# Comté non métropolitain

En rouge, les comtés non métropolitains d'Angleterre institués en 1974.

Un comté non métropolitain (non-metropolitan county) est un type de subdivision administrative de l'Angleterre institué en 1974 en même temps qu'était institué le statut de comté métropolitain réservé à six grandes métropoles, tandis que le Grand Londres bénéficiait d'un régime particulier. Le nombre des comtés non métropolitains a diminué à la suite de la création ultérieure des autorités unitaires.
Le comté non métropolitain est parfois désigné sous le vocable de shire county, mais ce terme prête à confusion car il désigne à proprement parler un comté dont le nom se termine par shire, ce qui n'est pas le cas de tous les comtés de ce type.

## Statut du comté non métropolitain

### Création et administration
Le statut des comtés non métropolitains a été défini par le Local Government Act 1972 entré en vigueur le 1er avril 1974. Ce type de comté est divisé en plusieurs districts. Les diverses compétences de l'administration locale sont réparties entre le comté et les districts. Le comté non métropolitain est géré par un conseil de comté (county council), organe dont est dépourvu le comté métropolitain.

### Évolution du statut
Le Local Government Act 1992 instituant l'autorité unitaire,  type de subdivision administrative de l'Angleterre qui regroupe les prérogatives du district et du comté, a provoqué une première vague de création d'autorités unitaires en 1995-1998, suivie d'une seconde vague en 2009, lesquelles ont eu pour effet de réduire le nombre des comtés non métropolitains à deux niveaux d'administration. Les comtés ainsi dépourvus de leurs districts deviennent alors de simples comtés cérémoniaux.

## Liste des comtés non métropolitains
La liste des comtés non métropolitains ayant conservé au 1er avril 2009 leurs deux niveaux d'administration s'établit comme suit :
- Berkshire (6 districts unitaires[b])
- Buckinghamshire (5 districts dont 1 unitaire)
- Cambridgeshire (6 districts dont 1 unitaire)
- Cumbria (6 districts)
- Derbyshire (9 districts dont 1 unitaire)
- Devon (10 districts dont 2 unitaires)
- Dorset (8 districts dont 2 unitaires)
- Essex (14 districts dont 2 unitaires)
- Gloucestershire (7 districts dont 1 unitaire)
- Hampshire (13 districts dont 2 unitaires)
- Hertfordshire (10 districts)
- Kent (13 districts dont 1 unitaire)
- Lancashire (14 districts dont 2 unitaires)
- Leicestershire (8 districts dont 1 unitaire)
- Lincolnshire (9 districts dont 2 unitaires)
- Norfolk (7 districts)
- Northamptonshire (7 districts)
- Nottinghamshire (14 districts dont 2 unitaires)
- Oxfordshire (5 districts)
- Somerset (7 districts dont 2 unitaires)
- Staffordshire (9 districts dont 1 unitaire)
- Suffolk (7 districts)
- Surrey (11 districts)
- Sussex de l'Est (6 districts dont 1 unitaire)
- Sussex de l'Ouest (7 districts)
- Warwickshire (5 districts)
- Worcestershire (6 districts)
- Yorkshire du Nord (11 districts dont 4 unitaires)